# Serranus tigrinus
El serrano arlequín, guatacare rayao o serrano tigre (Serranus tigrinus) es una especie de peces de la familia Serranidae en el orden de los Perciformes.

## Morfología
Los machos pueden llegar alcanzar los 29 cm de longitud total.

## Distribución geográfica
Se encuentra desde Bermuda y el sur de Florida hasta el norte de Sudamérica, incluyendo el Mar Caribe y Antillas.